# Jigsaw (personaggio)
Jigsaw, il cui vero nome è John Kramer (noto anche come l'Enigmista), è un personaggio immaginario creato da James Wan e Leigh Whannell, ideatori della serie cinematografica Saw, e interpretato dall'attore Tobin Bell.

## Il personaggio
(Jigsaw)
John, noto anche come Jigsaw, è un serial killer malato terminale di cancro. Egli si distingue dagli altri serial killer cinematografici in quanto non uccide direttamente le persone, ma le recluta per dei giochi che portano a pesanti menomazioni, che possono condurre anche alla morte. Sceglie le vittime solo tra persone che hanno dimostrato disprezzo per la vita stessa, per questo i suoi giochi sono prima di tutto crudeli lezioni per trasmettere agli altri il valore che ha la vita. Il soprannome deriva dall'incisione a forma di tessera di puzzle che lascia sui corpi delle vittime, a suo avviso rei di aver smarrito una parte importante del mosaico umano. Per questo motivo è conosciuto come "Jigsaw Killer", ovvero il "Killer del puzzle".

### Biografia
John Kramer era un ingegnere civile con una vita felice e spensierata: un buon lavoro, una moglie e l'attesa di un figlio. La sua vita venne stravolta quando un tossicodipendente, durante un furto di farmaci, sbatte una porta sulla moglie di Kramer, causandole un aborto. In Saw VI si scopre che insieme all'uomo c'era anche Amanda Young, successiva apprendista di John, e che la cosa verrà utilizzata come ricatto dal detective Mark Hoffman. Qualche mese dopo John divorziò e gli venne diagnosticato un tumore inoperabile estesosi dal colon al lobo frontale del cervello.
Inizialmente tentò il suicidio in auto, ma le cose non andarono nel verso in cui aveva pianificato. La sua sopravvivenza lo portò a capire l'incalcolabile valore della vita, riflessione che lo porterà a sottoporre altre persone come lui, che sprecavano la vita (aspiranti suicidi, tossicodipendenti, prostitute, criminali comuni) a test per risvegliare il loro istinto di sopravvivenza.
Il tratto distintivo del killer è il desiderio di prosecuzione del suo lavoro: sapendo di dover morire a breve, questi ha infatti preparato un piano per far continuare i suoi giochi anche dopo la sua morte dai suoi seguaci, tra cui Amanda e Hoffman. Dal quarto capitolo della serie, infatti, apparirà spesso in flashback che spiegheranno come abbia organizzato meticolosamente la sua missione mentre la sua malattia lo uccideva lentamente.
Nonostante le sue trappole siano letali, Jigsaw offre sempre una via di scampo, al fine di riabilitare la persona e farle apprezzare appieno il dono della vita.

## Abilità
John Kramer è un genio dotato di un quoziente intellettivo elevatissimo. Laureatosi in ingegneria e fisica a soli diciannove anni, oltre che come inventore e meccanico Kramer dispone di una profonda conoscenza nei campi della matematica, della chimica, dell'informatica e della meccanica quantistica, cosa che lo porta a scoprire e migliorare costantemente nuovi macchinari di morte. Kramer è anche un maestro di tattica, manipolazione ed è dotato di un'insormontabile forza di volontà. Ha inoltre una grande conoscenza dell'anatomia umana, ciò gli consente di creare trappole efficaci, ma non necessariamente mortali a seconda dello scopo perseguito.

## Veste teatrale
John è solito indossare, quando rapisce le sue vittime o appare nei videomessaggi, una tunica nera con un grande cappuccio e una fodera rossa. Inizialmente i produttori volevano che il vestito fosse rosso con interni neri, però fu dichiarato troppo vivace per il film e ne invertirono i colori. Nella manica destra della tunica si trova una lama retrattile che sarà utilizzata solo nel primo capitolo della saga.

## Seguaci
Per tutta la serie John sviluppa una tendenza a reclutare "apprendisti" che possano portare avanti la sua missione tra cui Amanda Young, il detective Mark Hoffman e Jill Tuck, la sua ex moglie.

### Amanda Young
La sua prima scelta fu proprio Amanda Young, una tossicodipendente, la prima sottoposta alla Reverse Bear Trap (Trappola per orsi al contrario nell'adattamento italiano), una trappola che tornerà più volte nei vari film, ovvero quella capace di aprire la bocca del malcapitato a tal punto da spaccargli il cranio. Sopravvissuta a questo gioco, Amanda inizierà a lavorare per John, sequestrando le successive vittime e posizionandole insieme a "Jigsaw", come si vede in Saw III - L'enigma senza fine. Amanda era però in parte colpevole dell'assassinio del figlio di John e Jill.

### Mark Hoffman
Mark Hoffman è un detective pluridecorato della polizia che all'inizio della sua carriera svolgeva diligentemente il suo lavoro, supportato da sua sorella.
A suo tempo Hoffman però coprì l'allora agente Rigg nell'aggressione di un insegnante sospettato di abuso fisico di una bambina e della moglie.
Successivamente un certo Seth Baxter uccise la sorella di Hoffman; nonostante l'arresto dell'assassino, dopo cinque anni questi era stato liberato causando nel poliziotto la perdita di fiducia nel sistema giudiziario.
Sfruttando la recente infamia dei brutali omicidi dell'Enigmista, Hoffman decise di copiare il suo modus operandi per assassinare Seth, usando una televisione, una copia di Billy e distorcendo la sua voce, piazzando Seth in una trappola di un "pendolo" che era comunque insuperabile e quindi uccidendolo per poi tagliare un pezzo di pelle a forma di tessera di un puzzle per incolpare Kramer.
Diverso tempo dopo, Hoffman trovò un messaggio minaccioso nella sua scrivania "so chi sei", e avendo paura che qualcuno avesse scoperto la verità, tornò alla sua abitazione dove venne sorpreso da John nell'ascensore e anestetizzato.
John portò Hoffman nel suo nascondiglio, affrontandolo sul fatto che aveva copiato il suo metodo in maniera insoddisfacente, e condannò l'omicidio da parte dell'agente, spiegando che le sue trappole davano sempre una possibilità di fuga e la sua intenzione a riabilitare le persone e non ucciderle.
Jigsaw mise davanti Hoffman ad una scelta: arrestare Kramer, ma essere lui incriminato per l'omicidio di Seth Baxter, oppure unirsi a John e aiutarlo a riabilitare le persone, che avrebbe permesso a Hoffman di portare giustizia nelle strade.
Il detective formulò inizialmente la possibilità di uccidere Kramer, ma egli rispose che Hoffman non era un vero killer e che comunque aveva già preparato tutto nel caso della sua morte, aggiungendo che il poliziotto sarebbe finito in galera per proteggere un sistema legale corrotto che aveva messo in libertà assassini come quello che uccise sua sorella.
Hoffman accettò l'offerta di John, e divenne il suo collaboratore interno alla polizia per depistare le indagini e assisterlo nell'organizzare il "gioco", come quello per Paul Leahy e Mark Wilson.
Successivamente Hoffman aiutò Jigsaw nel pianificare il gioco della "Casa del Gas", chiedendo poi quale fosse il ruolo di Amanda, dopodiché chiese a John della possibilità che il piano gli potesse sfuggire dal controllo, e John gli rispose che lui, pur non in grado di prevedere gli eventi, era in grado di prevedere il comportamento umano, e se fosse stato bravo nel predirlo non ci sarebbe stata alcuna possibilità nello sfuggire al gioco.
Dopo gli eventi di Saw III e la morte di John Kramer e Amanda Young, Hoffman diventa il successore di Jigsaw, e porta avanti i due "giochi" richiesti come ultima volontà da John.
Organizzò subito un elaborato piano (in Saw IV) dove mise l'ufficiale di polizia Rigg in una sfida contro il tempo per salvare Eric Matthews, che era sopravvissuto agli eventi di Saw II - La soluzione dell'enigma. Dopo aver rapito e messo in un "gioco" l'ex avvocato e socio in affari di John, al superamento della prova lo costrinse segretamente ad aiutarlo a preparare delle trappole nel "gioco" per Rigg nelle quali c'erano anche altre persone. Per procurarsi un alibi, si fece rapire insieme a Eric Matthews, legato a una finta sedia elettrica. Avendo anticipato come si sarebbe mosso Rigg, Hoffman riuscì a salvarsi, mentre gli altri (Rigg, Art Blank ed Eric Matthews) perirono nelle trappole scattate quando Rigg entrò prima dello scadere del tempo, fallendo la sua prova, e negli ultimi momenti di vita di quest'ultimo gli disse "Game Over".
Dopo la morte di Rigg, aveva piazzato Strahm in una trappola, che però fu in grado di sopravvivere.
Nata una certa rivalità con Amanda, Hoffman la ricatta ordinandole di uccidere Lynn, la dottoressa che in Saw III opera John cercando di tenerlo in vita il più a lungo possibile. La cosa provocherà una serie di morti in cui moriranno lei, Amanda e John stesso, uccisi entrambi dal marito della donna in un atto di follia, e poi quest'ultimo ucciso per legittima difesa dall'agente Strahm. (In un piccolo video presente nella versione originale di Saw VI si scopre che Amanda, in lacrime dopo aver letto la lettera di ricatto, si avvia verso una porta dove è presente la figlia della dottoressa e di suo marito e la avvisa di non fidarsi dell'uomo che la verrà a salvare, ovvero Mark Hoffman.)
Consapevole del fatto che Mark non sarebbe stato pronto per diventare suo successore, John affida il compito alla moglie Jill Tuck tramite un video e una scatola contenente dei fascicoli di persone da mettere alla prova lasciate in eredità. La cosa provocherà una rivalità tra Mark e Jill, dove questa tenterà di uccidere Hoffman con la trappola per orsi rovesciata a cui era stata sottoposta Amanda, ma, dopo essere sopravvissuto provocandosi solo un lungo taglio sulla guancia destra, Mark riesce, alla fine di Saw 3D - Il capitolo finale a catturare Jill e ucciderla con la medesima trappola. Lo stesso Mark viene però subito dopo catturato e rinchiuso nel bagno in cui è ambientato il primo film dal dottor Gordon per volontà di John. La cosa non si ripercuoterà nel capitolo a venire della saga, nel quale infatti non sarà il dottor Gordon a portare avanti l'eredità di Jigsaw: egli in effetti non è mai stato un suo apprendista, bensì solo un sopravvissuto.

### Logan Nelson
Successivamente in Saw: Legacy si scoprirà che John scelse anche Logan Nelson come suo apprendista e che per il momento è lui a condurre il gioco. Logan fu una delle vittime del suo primo "gioco" il quale sopravvisse per volere di John, aiutandolo in seguito a perfezionare i suoi marchingegni; di tutti i suoi discepoli Logan è quello che più di tutti si avvicina al livello del suo mentore John.

## Billy il pupazzo
Billy sembra essere un manichino per ventriloqui, dato che la sua mandibola è mobile (al fine di dare l'idea che stia parlando). Il suo volto è bianco, con fronte e zigomi sporgenti; sulle guance sono dipinte delle spirali rosse, mentre gli occhi sono grandi e con cornee nere e iridi rosse. In tutti i film della saga si presenta vestito con smoking nero, camicia e guanti bianchi, farfallino rosso e scarpe dello stesso colore; è quasi sempre apparso alla guida di un vecchio triciclo rosso, che si rivelerà essere un giocattolo dell'infanzia di John Kramer.
In Saw IV viene rivelato che il disegno originario di Billy era meno spaventoso e di minori dimensioni, e che John lo creò per il suo bambino mai nato. La sua voce è quella di John, modificata da un apparecchio per alterare la voce, e l'unico suono emesso dal pupazzo è una diabolica risata fatta funzionare con un registratore al suo interno.
Lo scopo principale di Billy è quello di fornire messaggi alle vittime del suo creatore, apparendo spesso in uno schermo televisivo e spiegando le regole del "gioco", compreso cosa fare per sopravvivere. Dopo la morte di Kramer sarà Mark Hoffman a dargli la voce.

## La maschera da maiale
In tutta la serie, John, per rapire le sue vittime, invia i suoi apprendisti che, per celare la propria identità, indossano una maschera da maiale con i capelli. Nei primi tre film è Amanda Young a rapire le vittime, come mostrato in Saw III, poi sarà il detective Hoffman a portare avanti la "missione". All'insaputa di tutti (meno John, naturalmente) anche il dottor Gordon compiva lo stesso lavoro. L'origine di questo travestimento è spiegato nel quarto capitolo durante il rapimento di Cecil, quando si scopre che quando Jigsaw iniziò il suo lavoro era l'anno del maiale (secondo l'oroscopo cinese) e inoltre, come spiegato nel film Saw Legacy, il maiale è l'animale che soffre vedendo gli altri esseri soffrire. Insieme al pupazzo Billy è una delle componenti più emblematiche della saga.
Amanda Young è un personaggio giocabile nel videogioco Dead by Daylight e indossa la maschera da maiale.